# Iglesia Congregacional Benéfica
La Iglesia Congregacional Benéfica es una iglesia congregacionalista de la Iglesia Unida de Cristo ubicada en 300 Weybosset Street en el centro en la ciudad Providence, la capital del estado de Rhode Island (Estados Unidos). La congregación fue fundada en 1743 durante el Primer Gran Despertar como un derivado separatista de un grupo congregacionalista en el lado este del río Providence, y construyó su primer santuario en este sitio. La iglesia actual se construyó en 1809 y se remodeló ampliamente al estilo neogriego en 1836.
El edificio se agregó al Registro Nacional de Lugares Históricos en 1972.

## Arquitectura
El edificio actual de la iglesia es una estructura de ladrillo de estilo neogriego que presenta una cúpula prominente. La estructura actual, la segunda Casa de Reuniones en este lugar, fue construida en 1809 según los planos de Barnard Eddy y John Newman, el último de los cuales supervisó la construcción. Se modificó sustancialmente en el estilo del Renacimiento griego en 1836 con un diseño de James C. Bucklin de Tallman & Bucklin, aunque la configuración general básica del edificio no se modificó. Las columnas dóricas se agregaron en este momento. Este trabajo fue financiado con una donación de 30 000 dólares del empresario textil Henry J. Steere en honor a su padre, Jonah Steere. Steere también entregó a la iglesia un candelabro que contenía 5673 piezas de cristal austriaco.
La iglesia tiene una sorprendente similitud en estilo con la Casa del Estado de Massachusetts en Boston, diseñada por Charles Bulfinch. Antes de 2007, la cúpula de la iglesia estaba cubierta con pan de oro, lo que le daba un aspecto distintivo. Debido al daño causado por el clima al pan de oro, la congregación votó en 1987 para reemplazar el techo con láminas de cobre más duraderas como parte de un proyecto de renovación más grande. Esta lámina de cobre le da a la cúpula su pátina verde actual. El techo dentro de la Casa de Reuniones es curvo en los bordes, pero no indica que el edificio esté coronado por una cúpula.

## Galería

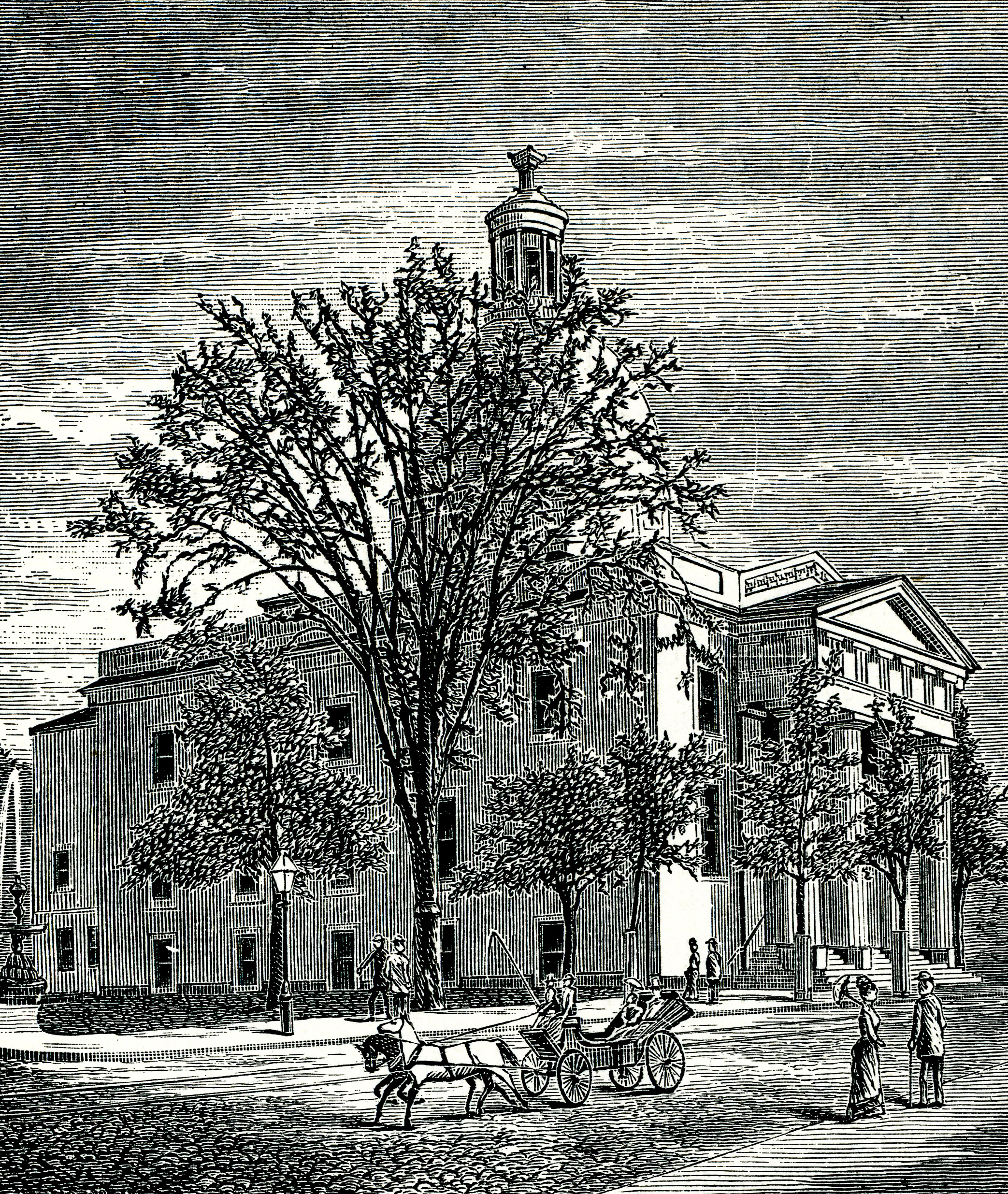
Grabado de 1886
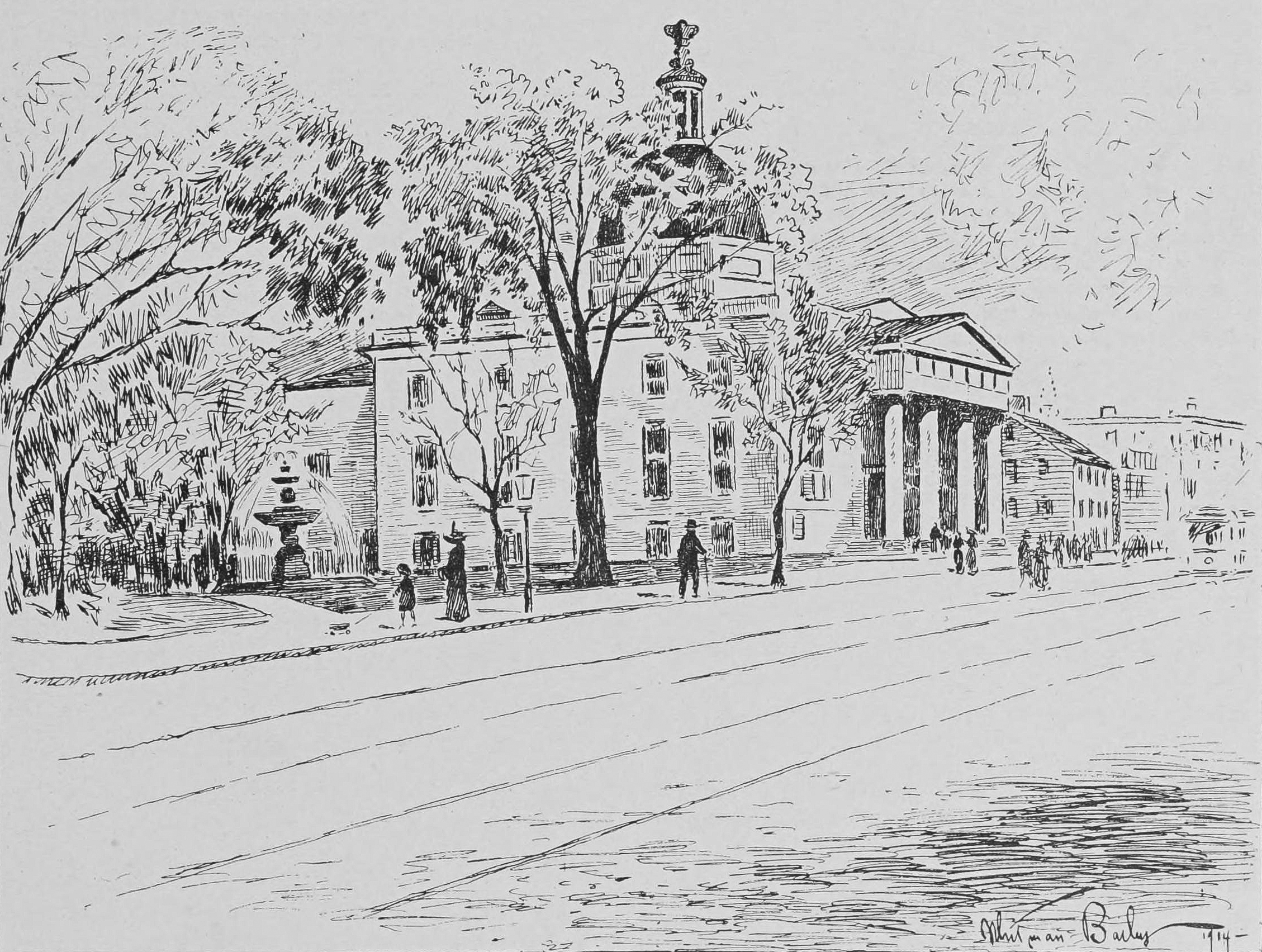
Dibujo de 1914
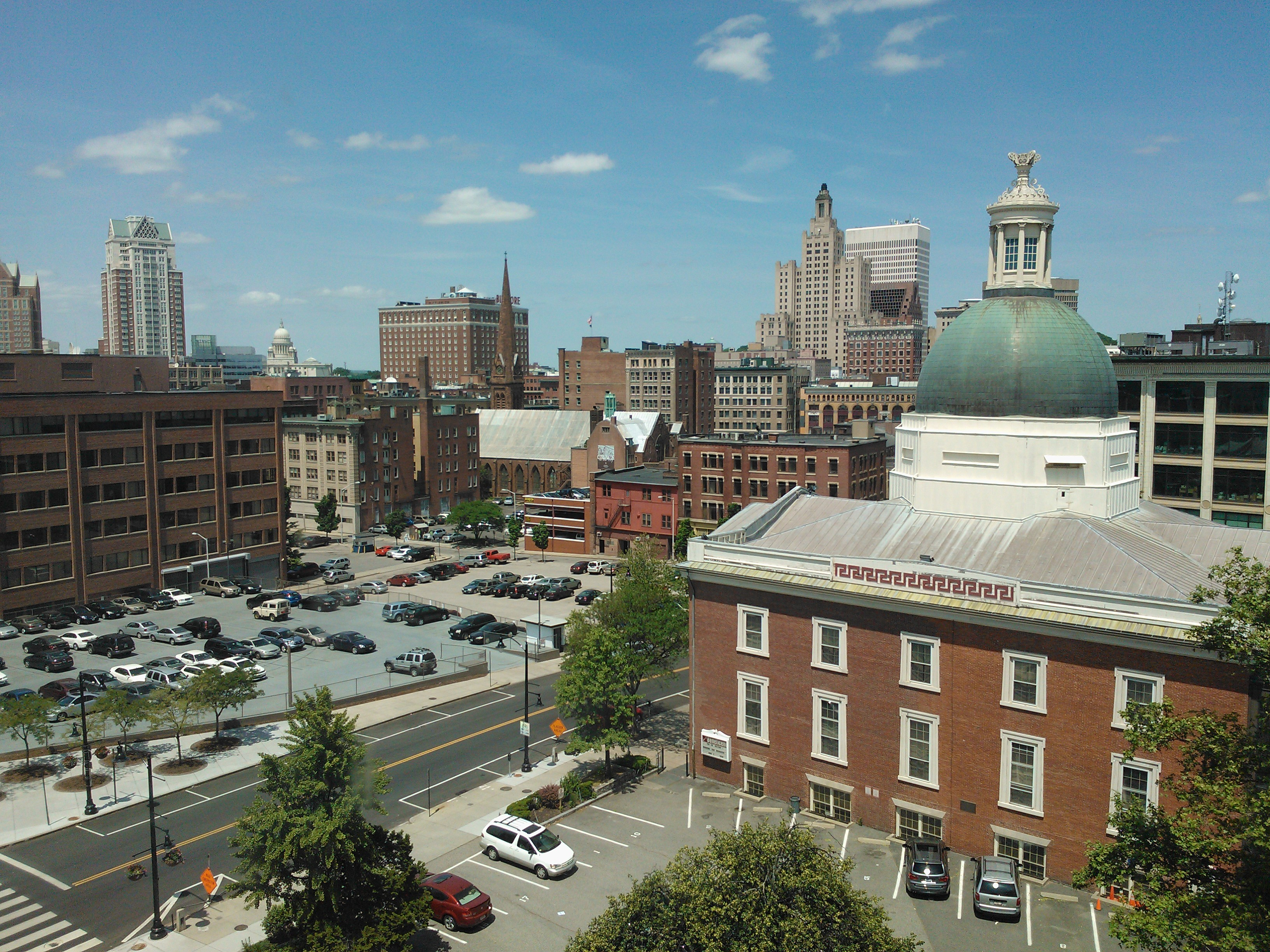
Vista lateral del edificio, 2012
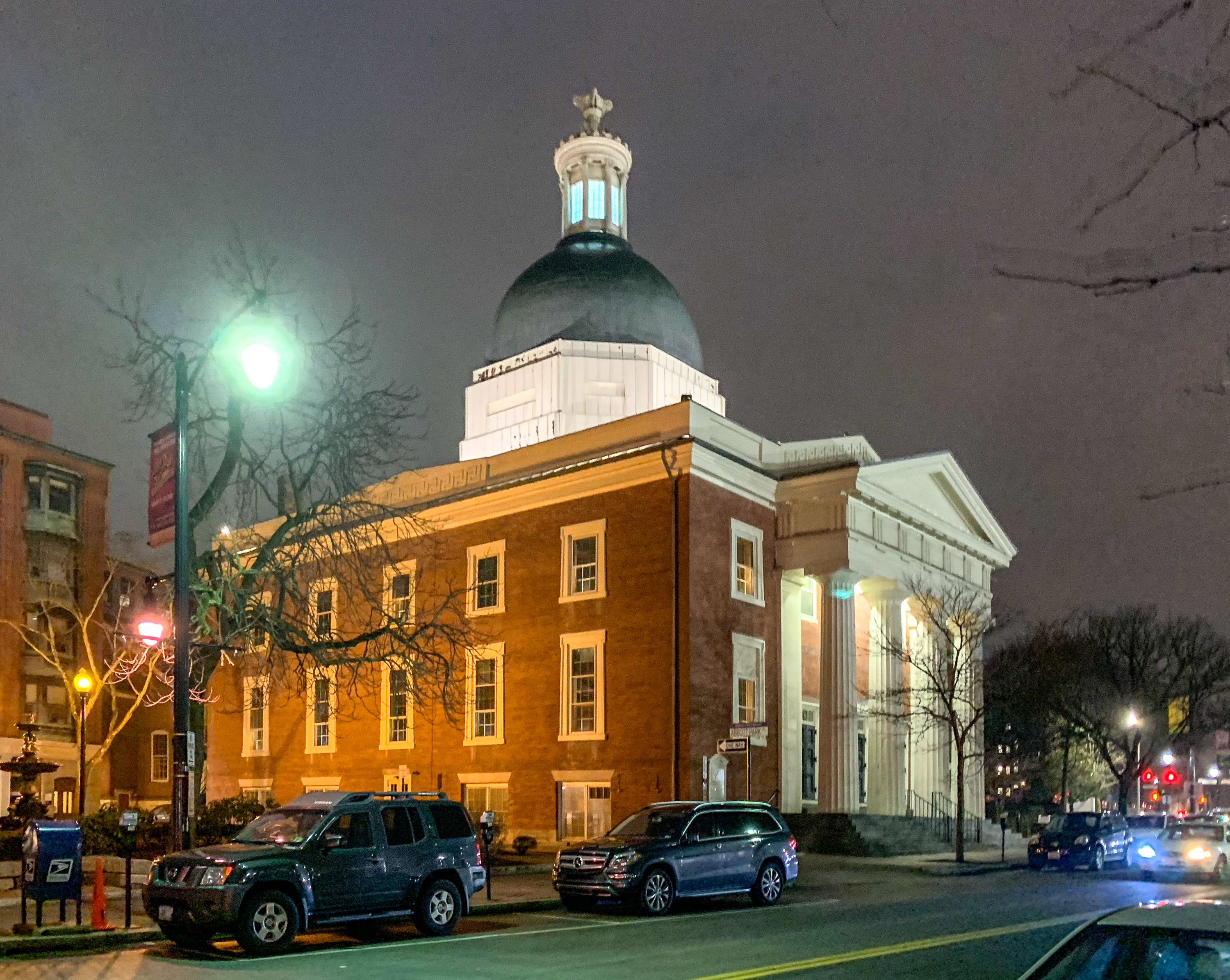
Vista nocturna, 2019